# 히라노 유이치
히라노 유이치(일본어: 平野 佑一, 1996년 3월 11일 ~ )은 일본의 축구 선수로 포지션은 수비형 미드필더이며 현재 J1리그 세레소 오사카 소속이다.

## 구단 경력
그는 2018년 J2리그의 미토 홀리호크에 입단했다. 2021년까지 68경기에 출전하여, 1득점을 넣었다. 2021년 J1리그의 우라와 레즈로 이적했다. 2021년에 천황배 우승, 2023년에 J리그컵 준우승을 차지했다. 2024년 세레소 오사카로 이적했다. 